# Байк-парк
Байк-парк — комплекс трас для тренування різних трюків та проведення змістовного дозвілля байкерів.

## Особливості
На порівняно невеликій площі знаходиться низка різноманітних трейлів з акцентом на різні технічні елементи. Стандартні елементи — це різкі повороти, перепади висоти, різноманітні перешкоди з дерева або каменю. Дуже популярні стрибкові секції. Найкращі приклади дизайну парків включають різноманітні варіанти, починаючи від трейлів з невеликою купиною на усьому протязі до чималих розмірів дертів. За словами Кріса Бернхардта, "байк-парки — це найбільш гарячий тренд останнім часом у велоспорті".

## Байк-парк «Буковель»
Історія. Розпочате будівництво влітку 2008 року. Двадцять співробітників ТК «Буковель» на чолі з Томом Прохаски і Ярославом Луканом, творцем байк-парка в Чехії почали роботи по будівництву першої траси для новачків. Її протяжність близько 3600 метрів. На будівництво другої траси підвищеної складності для виконання екскаваторних робіт по зачистці ґрунту був запрошений Стів Піт з «Гравіті Лоджик»
Наразі це три траси для шанувальників даного спорту. Перша призначена для початківців. Друга траса протяжністю 2750 метрів призначена для підвищення техніки катання. Траса налічує більше 70 поворотів, 10 невеликих мостів. Середній час спуску 6 хвилин 40 секунд.
Третя траса довжиною 2500 метрів призначена для райдеров, клас катання яких вищий за середній. Вона має велику кількість крутих поворотів на 180 градусів, мостів і складних фігур.
Гірки Байк Парк поєднують декількох інфраструктурних об'єктів. Тут траси для маунтинбайка, дерев'яний скілл-парк і земляний памп-трек(960м). Наявні послуги: безкоштовне миття і прокат гірських велосипедів та їх захист. Комплекс трас для швидкісного спуску на гірських велосипедах(MTB) з висоти близько 1000 метрів над рівнем моря, доступний як аматорам, так і підготовленим спортсменам.
У «Гірки Байк Паренню» представлені траси «зеленого», «синього» і «чорного» рівня складності. Траси прокладені на висоті від 960 до 540 м над рівнем моря. Старт розташований за готелем «Риксос Червона Поляна Сочі» на території «Верхнього міста» на відмітці 960 м. Час підйому на канатній дорозі — близько 10 хвилин. Спуск до посадки на канатну дорогу по одній з трас займає 5-10 хвилин

## Байк-парк «Пилипець»
Історія. У 2011 році на високогірному курорті Пилипець у Карпатах був запущений велопарк для любителів кататися на гірському велосипеді. Початок байк-парку (велопарку) знаходиться в декількох метрах від верхньої станції канатної дороги на горі Гемба в Пилипці, яка піднімає туристів з велосипедами на гору. А фініш — біля початку канатки. Велопарк Пилипець в Карпатах — це канатка та кілька трас з трамплінами, перешкодами у вигляді каменів і дерев'яними містками через яри для екстремального спуску на велосипеді. Три траси в велопарку Пилипець вважаються професійними, щорічно на цих трасах проходять чемпіонати України.
Байк-парк представлений чотирма трасами:
- Велосипедна траса Super Mario — реальний екстрим, складна траса, рівень складності 5 з 5, довжина траси 2,35 км;
- Велосипедна траса Kapitoshka — рівень складності 4 з 5, дистанція траси 2,85 км;
- Велосипедна траса Gorillas — велотрасса середнього рівня складності 3 з 5 довжиною 3,65 км;
- Велосипедна траса Romantika — відносно низького рівня складності 2 з 5, дистанція найдовша — 5,1 км

## Байк-парки в Америці
Всього у світі близько 500 байк-парків, більшість з яких знаходиться на території США. Та й перші байк-парки були створені саме в Америці. Там масово кататися в парках почали в кінці 90-х років двадцятого століття,в той час, як у Європі популярними байк-парки стали лише на початку XXI століття. Наразі у світі   процвітають  близько двадцяти професійних   компаній, які займаються будівництвом парків.

## Байк-парки в Європі
Франція
1. Французький байк-парк Portes du Soleil  розташований  між   Женевським озером і Монбланом. В парку близько  650 км маркованих маршрутів різної складності. В літній сезон працює  двадцять чотири підйомники для велосипедистів.
Італія
1. Canazei Pozza (Канацеі - Поцца) знаходиться в Доломитах і в долині Val di Fassa. Частина байк-парку знаходиться в містечку Канацеі,  а частина в сусідньому місті  Поцца,  яке розташоване вниз по долині близько десяти км. Є дві черги канатної дороги, нижня – даунхільна траса з норт-шорами, верх – фрирайд і 4Х.  У порівнянні з іншими парками, даний не має особливих переваг.  Тут мало стрибків, і вони досить одноманітних. Але підійде для недосвідчених рейдерів. Низ – це нескладна траса, яка проходить через ліс.    Перевага цього місця –   пішохідний трейл, який проходить над гірським озером біля підніжжя льодника Мармолада.
2. Байк-парк в Лівіньо   знаходиться в Італії неподалік кордону зі Швейцарією у високогірному селі.  Він входить до групи парків Kona.    Основа підйомника 1810 метрів. Є легка траса для початківців, фрірайдна   і даунхільна  траси. Є ще два довгих трейла, відкритих для велосипедистів. Внизу є подушка для стрибків.
Австрія
1. Леоганг - один з найкращих байк-парків Європи. Тут є  траса для новачків, по якій зможе проїхати кожен. Відмінний фрірайд траса Flying Gangster  з великою кількістю стрибків, тунелями, стінками.   Паралельно їй іде ДХ траса, яка досить складна. Верхня  її частина  складна, а нижня - траса для початківців, де знаходиться цілий парк розваг - тут і 4Х, і норт-шори, і стрибки будь-якої складності і навіть невелика секція для дітей.
2. Заальбах Хінтерглемм - байк-парк з трьома  підйомниками, які знаходяться  на досить великій відстані один від одного. Два в Хінтерглеммі і один в Заальбахі. Є дві траси: одна для початківців "Blue Line" і складніша траса Adidas Pro.  
Німеччина
1. Байк-парк Вінтерберг - унікальний комплекс,  побудований на околиці невеликого німецького містечка Вінтерберг. Для зручності огляду місцевості споруджена "Панорама": через усю територію комплексу проходить великий металевий міст.